# 林善
林善（1447年—？），字體元，廣東潮州府揭陽縣人，軍籍，明朝政治人物。

## 生平
成化十六年（1480年）庚子科廣東鄉試第三名舉人。弘治三年（1490年）中式庚戌科會試第一百八十四名，二甲第六十三名進士，任刑部主事。

## 家族
曾祖林維清；祖父林添；父林政，母吳氏、繼母黃氏。具慶下。